# Круглий Стіл - Вільна Грузія
Круглий стіл — Вільна Грузія (груз. მრგვალი მაგიდა — თავისუფალი საქართველო) — був виборчим блоком політичних партій на чолі зі Звіадом Гамсахурдіа. Вона відіграла вирішальну роль у відновленні незалежності Грузії.
11–13 травня 1990 р. грузинські політичні партії, залучені до грузинського національно-визвольного руху, провели конференцію в Тбілісі. Партії, що орієнтувалися на Гамсахурдіа створили виборчий блок «Круглий стіл Вільна Грузія», тоді як інші приєдналися до Національного конгресу. У жовтні «Круглий стіл Вільна Грузія» взяв участь у перших вільних парламентських виборах у Грузинській РСР, набравши 53,99% голосів та отримавши більшість у Верховній Раді Грузинської РСР.
Цьому блоку вдалося проголосити незалежність Грузії 9 квітня 1991 року (на підставі референдуму про незалежність Грузії). Звіад Гамсахурдіа був обраний першим в історії президентом Грузії 26 травня 1991 року. Незабаром Грузія була втягнута в громадянську війну між силами прихильниками і противниками Гамсахурдіа і в січні 1992 року Звіад Гамсахурдіа був змушений втекти з країни. Верховна Рада припинила свою діяльність, і деякі її члени брали участь у подальших військових діях. У вересні 1993 р. члени «Круглого столу - Вільна Грузія» зібралися в Зугдіді, щоб відновити Верховну Раду Грузії. Після смерті Звіада Гамсахурдії та поразки в Громадянській війні цей блок припинив існування.

## Список партій
- Грузинська Гельсінська група (груз. საქართველოს ჰელსინკის კავშირი , sakartvelos helsink'is k'avshiri)
- Товариство Святого Іллі - Праведне товариство Грузії (груз. სრულიად საქართველოს წმინდა ილია მართლის საზოგადოება, sruliad sakartvelos t'minda ilia martlis sazogadoeba)
- Грузинське товариство Мераба Костави ( груз. სრულიად საქართველოს მერაბ კოსტავას საზოგადოება, sruliad sakartvelos merab k'ost'avas sazogadoeba)
- Союз грузинських традиціоналістів (груз. ქართველ ტრადიციონალისტთა კავშირი, kartvel t'radicionalist'ta k'avshiri)
- Грузинський національний фронт — Радикальний союз (груз. საქართველოს ეროვნული ფრონტი-რადიკალური კავშირი, sakartvelos erovnuli pront'i-radik'aluri k'avshiri)
- Грузинський національно-ліберальний союз (груз. საქართველოს ეროვნულ-ლიბერალური კავშირი, sakartvelos erovnul-liberaluri k'avshiri)
- Грузинська християнсько-національна партія (груз. საქართველოს ეროვნულ-ქრისტიანული პარტია  , sakartvelos erovnul-krist'ianuli p'art'ia)